# Портрет доктора Гаше
«Портрет доктора Гаше» (фр. Portrait du Dr Gachet avec branche de digitale / Le Docteur Paul Gachet) — картина нидерландского живописца Винсента ван Гога, написанная в июне 1890 года, незадолго до его смерти. Портрет Поля Гаше, который следил за здоровьем художника на склоне его жизни, с веточкой наперстянки (из которой он приготовлял для художника лечебное снадобье) был продан на аукционе «Кристис» 15 мая 1990 года за рекордную сумму в 82,5 млн долларов. На протяжении следующих 15 лет картина возглавляла список самых дорогих картин (из выставляемых на продажу).

## История владения (первый вариант)
После смерти Ван Гога картина в наследство перешла его сестре, которая, в свою очередь, в 1897 году продала её частному коллекционеру. Картина несколько раз переходила из рук в руки, пока её не приобрёл в 1911 году Штеделевский художественный институт. Картина пребывала во Франкфурте-на-Майне до 1937 года. В 1933 году после прихода к власти национал-социалистов, картину снимают с выставки и переносят в хранилище музея. В 1937 году на волне кампании по избавлению от так называемого «дегенеративного искусства», картина была конфискована Имперским министерством народного просвещения и пропаганды. В 1938 году Герман Геринг продал картину дилеру произведений искусства в Амстердам, а тот, в свою очередь, перепродал её частному коллекционеру Зигфриду Крамарски, который бежал во время войны вместе с ней в США. В дальнейшем картина часто выставлялась в музее Метрополитен.
В 1990 году семья Крамарски выставляет картину на аукцион, где она была продана за рекордную сумму (82,5 млн долларов) японскому магнату Рёэй Сайто, который в свою очередь после покупки вызвал сильный скандал, высказав намерение кремировать полотно вместе с ним после его смерти. Хотя позднее скандал удалось замять, под предлогом того, что данные слова были сказаны от сильно эмоционального переживания (по другим данным — дезинформация, намеренно пущенная для проверки подлинности картины). В 1996 году, после смерти владельца, картина была продана в международный инвестиционный фонд, который, в свою очередь, вскоре продал её в «неизвестные руки».

## История владения (второй вариант)
Этот вариант Ван Гог подарил самому доктору Гаше. После его смерти картина была унаследована сыном доктора Полем Гаше-младшим, который в 1949 году подарил её Лувру; картина выставлялась в галерее Жё-де-Пом). В 1986 году, после образования музея Орсе, картина была передана в состав собраний этого музея.

## Цитаты
- «Господин Гаше, на мой взгляд, так же болен и нервен, как я или ты, к тому же он много старше нас и несколько лет назад потерял жену; но он врач до мозга костей, поэтому его профессия и вера в неё помогают ему сохранять равновесие. Мы с ним уже подружились. Работаю сейчас над его портретом: голова в белой фуражке, очень светлые и яркие волосы; кисти рук тоже светлые, синяя куртка и кобальтовый фон. Он сидит, облокотясь на красный стол, где лежит жёлтая книга и веточка наперстянки с лиловыми цветами» — Винсент Ван Гог, 1890.